# Municipio de Wessington Springs
El municipio de Wessington Springs (en inglés: Wessington Springs Township) es un municipio ubicado en el condado de Jerauld en el estado estadounidense de Dakota del Sur. En el año 2010 tenía una población de 66 habitantes y una densidad poblacional de 0,73 personas por km².

## Geografía
El municipio de Wessington Springs se encuentra ubicado en las coordenadas 44°3′59″N 98°29′49″O / 44.06639, -98.49694. Según la Oficina del Censo de los Estados Unidos, el municipio tiene una superficie total de 90.37 km², de la cual 90,16 km² corresponden a tierra firme y (0,24 %) 0,21 km² es agua.

## Demografía
Según el censo de 2010, había 66 personas residiendo en el municipio de Wessington Springs. La densidad de población era de 0,73 hab./km². De los 66 habitantes, el municipio de Wessington Springs estaba compuesto por el 100 % blancos. Del total de la población el 0 % eran hispanos o latinos de cualquier raza.